# Xe đạp tại Đại hội Thể thao Đông Nam Á 2013
Xe đạp tại Đại hội Thể thao Đông Nam Á năm 2013 diễn ra từ ngày 11 đến 19 tháng 12 tại Naypyidaw, Myanmar, chia theo ba phân môn chính: đường trường, lòng chảo (track) và địa hình (mountain biking), cùng BMX trên đỉnh Mount Pleasant, các nội dung xe đạp địa hình (mountain biking) cũng diễn ra tại đây, trong khi các cuộc đua đường trường được tổ chức trên các tuyến đường thuộc ba thị trấn Leway, Pyinmanar và Tatkon. Các nội dung xe đạp lòng chảo (track cycling) được thi đấu tại Trường đua xe đạp Wunna Theikdi ở Naypyidaw.
Tổng số nội dung trao huy chương môn xe đạp lần này giảm xuống còn 13, đoàn thể thao Indonesia tiếp tục thể hiện thế mạnh khi giành được 5 huy chương vàng, nhất toàn đoàn.

## Bảng huy chương
| Hạng               | Đoàn               | Vàng | Bạc | Đồng | Tổng số |
| ------------------ | ------------------ | ---- | --- | ---- | ------- |
| 1                  | Indonesia          | 5    | 4   | 3    | 12      |
| 2                  | Thái Lan           | 3    | 6   | 3    | 12      |
| 3                  | Philippines        | 2    | 1   | 2    | 5       |
| 4                  | Việt Nam           | 1    | 1   | 3    | 5       |
| 5                  | Singapore          | 1    | 0   | 0    | 1       |
| 5                  | Lào                | 1    | 0   | 0    | 1       |
| 7                  | Malaysia           | 0    | 1   | 1    | 2       |
| 8                  | Myanmar            | 0    | 0   | 1    | 1       |
| Tổng số (8 đơn vị) | Tổng số (8 đơn vị) | 13   | 13  | 13   | 39      |

## Tóm tắt kết quả

### Xe đạp đường trường

#### Nam
| Nội dung                     | Vàng                                                                        | Bạc | Đồng |
| ---------------------------- | --------------------------------------------------------------------------- | --- | --- |
| 50 km tính giờ cá nhân       | Mark Galedo · Philippines                                                   | Robin Manullang · Indonesia                                                                             | Ronald Oranza · Philippines                                                                                  |
| 100 km tính giờ đồng đội     | Việt Nam · Lê Văn Duẩn · Mai Nguyễn Hưng · Nguyễn Thành Tâm · Trịnh Đức Tâm | Thái Lan · Turakit Boonratanathanakorn · Navuti Liphongyu · Phuchong Saiudomsin · Sarawut Sirironnachai | Malaysia · Muhammad Fauzan Ahmad Lutfi · Muhamad Rauf Nur Misbah · Adiq Husainie Othman · Amir Mustafa Rusli |
| 163 km đường trường cá nhân  | Ariya Phounsavath · Lào                                                     | Mai Nguyễn Hưng · Việt Nam                                                                              | Robin Manullang · Indonesia                                                                                  |
| 163 km đường trường đồng đội | Indonesia · Robin Manullang · Aiman Cahyadi · Bambang Suryadi               | Malaysia · Loh Sea Keong · Mohammad Saufi Mat Senan · Muhamad Rauf Nur Misbah                           | Philippines · Ronald Oranza · Mark Galedo · Rustom C Lim                                                     |

#### Nữ
| Nội dung                    | Vàng                         | Bạc                          | Đồng                         |
| --------------------------- | ---------------------------- | ---------------------------- | ---------------------------- |
| 30 km tính giờ cá nhân      | Dinah Chan · Singapore       | Chanpeng Nontasin · Thái Lan | Yanthi Fuciyanti · Indonesia |
| 128 km đường trường cá nhân | Wilaiwan Kunlapha · Thái Lan | Jutatip Maneephan · Thái Lan | Nguyễn Thị Thật · Việt Nam   |

### Xe đạp địa hình
| Nội dung                       | Vàng                                                                                   | Bạc                                                                                                  | Đồng                                                                            |
| ------------------------------ | -------------------------------------------------------------------------------------- | --- | ------------------------------------------------------------------------------- |
| Đổ đèo nam                     | Hildan Afosma · Indonesia                                                              | Purnomo · Indonesia                                                                                  | Suebsakun Sukchanya · Thái Lan                                                  |
| Đua băng đồng nam              | Peerapol Chawchiangkwang · Thái Lan                                                    | Bandi Sugito · Indonesia                                                                             | Keerati Suprasart · Thái Lan                                                    |
| Đổ đèo nữ                      | Vipavee Deekaballes · Thái Lan                                                         | Risa Suseanty · Indonesia                                                                            | Sattayanun Abdulkaree · Thái Lan                                                |
| Đua băng đồng nữ               | Kusmawati Yazid · Indonesia                                                            | Jutamas Wong Padklang · Thái Lan                                                                     | Đinh Thị Như Quỳnh · Việt Nam                                                   |
| Đua băng đồng tiếp sức hỗn hợp | Indonesia · Chandra Rafsanjani · Bandi Sugito · Wilhelmina Tutuarima · Kusmawati Yazid | Thái Lan · Peerapol Chawchiangkwang · Keerati Suprasart · Siriluck Warapiang · Jutamas Wong Padklang | Việt Nam · Cao Thị Cẩm Lệ · Đinh Thị Như Quỳnh · Ha The Long · Nguyễn Văn Quảng |

### Xe đạp BMX
| Nội dung | Vàng                              | Bạc                              | Đồng                              |
| -------- | --------------------------------- | -------------------------------- | --------------------------------- |
| Nam      | Daniel Caluag · Philippines       | Christopher Caluag · Philippines | I Gusti Bagus Saputra · Indonesia |
| Nữ       | Elga Kharisma Novanda · Indonesia | Duangkamon Thongmee · Thái Lan   | Khin Myo Htet · Myanmar           |

## Kết quả chi tiết

### Xe đạp đường trường

#### 50 km tính giờ cá nhân nam
15 tháng 12
| Hạng | Vận động viên                     | Thời gian   |
| ---- | --------------------------------- | ----------- |
| 1    | Mark Galedo (PHI)                 | 1:07:00.999 |
| 2    | Robin Manullang (INA)             | 1:07:38.294 |
| 3    | Ronald Oranza (PHI)               | 1:07:50.798 |
| 4    | Ryan Ariehaan Hilmant (INA)       | 1:08:22.311 |
| 5    | Bùi Minh Thủy (VIE)               | 1:08:40.602 |
| 6    | Kritsada Changpad (THA)           | 1:09:19.218 |
| 7    | Muhammad Fauzan Ahmad Lutfi (MAS) | 1:09:52.260 |
| 8    | Ho Jun Rong (SIN)                 | 1:10:06.504 |
| 9    | Nik Mohd Azwan Zulkifle (MAS)     | 1:11:19.764 |
| 10   | Kyaw Tun Oo (MYA)                 | 1:12:30.793 |
| 11   | Setthawut Yordsuwan (THA)         | 1:13:18.246 |
| 12   | Ariya Phounsavath (LAO)           | 1:13:24.221 |
| 13   | Thet Paing Htwe (MYA)             | 1:18:11.632 |
| 14   | Muhammad Rafiuddin Zikara (BRU)   | 1:18:49.679 |
| 15   | Lenh Nhonh (CAM)                  | 1:21:24.908 |
| 16   | Jacinto Da Costa (TLS)            | 1:25:31.558 |
| 17   | Ratha Keo (CAM)                   | 1:28:28.101 |
| -    | Darren Low (SIN)                  | DNF         |

#### 100 km tính giờ cá nhân đồng đội nam
16 tháng 12
| Hạng | Quốc gia          | Vận động viên                                                                                       | Thời gian   | Ghi chú |
| ---- | ----------------- | --------------------------------------------------------------------------------------------------- | ----------- | ------- |
| 1    | Việt Nam (VIE)    | Lê Văn Duẩn Mai Nguyễn Hưng Nguyễn Thành Tâm Trịnh Đức Tâm                                          | 2:36:19.717 |         |
| 2    | Thái Lan (THA)    | Phuchong Saiudomsin Thurakit Boonratanathanakorn Navuti Liphongyu Sarawut Sirironnachai             | 2:38:51.446 |         |
| 3    | Malaysia (MAS)    | Muhammad Fauzan Ahmad Lutfi Amir Mustafa Rusli Muhamad Rauf Nur Misbah Muhamad Adiq Husainie Othman | 2:41:41.285 |         |
| 4    | Indonesia (INA)   | Ryan Ariehaan Hilmant Hari Fitrianto Agung Ali Sahbana Aiman Cahyadi                                | 2:43:31.434 |         |
| 5    | Singapore (SIN)   | Darren Low Low Ji Wen Ho Jun Rong Goh Choon Huat                                                    | 2:50:39.144 |         |
| 6    | Philippines (PHI) | Arnold R Marcelo Alfie P Catalan Jan Paul Morales John Renee Mier                                   | 2:54:19.086 |         |
| 7    | Brunei (BRU)      | Reduan Yusop Azmi Abd Hadzid Ahmad Rifa'ie Haji Johor Muhammad I'maadi Abd Aziz                     | 3:03:43.287 |         |
| 8    | Myanmar (MYA)     | Thet Paing Htwe Chit Ko Ko Aung Phone Kyaw Tun Oo                                                   | 3:06:08.840 |         |

#### 163 km đường trường nam
18 tháng 12
Trong bảng dưới đây, ký hiệu "s.t." (viết tắt của same time) cho biết rằng vận động viên về đích trong cùng nhóm với tay đua ngay phía trước, và do đó được tính cùng thời gian hoàn thành.
| Hạng | Vận động viên                      | Thời gian |
| ---- | ---------------------------------- | --------- |
| 1    | Ariya Phounsavath (LAO)            | 4:27:22   |
| 2    | Mai Nguyễn Hưng (VIE)              | 4:29:07   |
| 3    | Robin Manullang (INA)              | 4:29:26   |
| 4    | Loh Sea Keong (MAS)                | 4:29:51   |
| 5    | Aiman Cahyadi (INA)                | 4:31:30   |
| 6    | Sarawut Sirironnachai (THA)        | 4:31:45   |
| 7    | Navuti Liphongyu (THA)             | 4:31:47   |
| 8    | Trịnh Đức Tâm (VIE)                | 4:31:51   |
| 9    | Bambang Suryadi (INA)              | 4:33:37   |
| 10   | Mohammad Saufi Mat Senan (MAS)     | s.t.      |
| 11   | Muhamad Rauf Nur Misbah (MAS)      | s.t.      |
| 12   | Ronald Oranza (PHI)                | s.t.      |
| 13   | Mark Galedo (PHI)                  | s.t.      |
| 14   | Rustom C Lim (PHI)                 | 4:33:50   |
| 15   | Boots Ryan B Cayubit (PHI)         | 4:35:06   |
| 16   | Mohd Shahrul Mat Amin (MAS)        | s.t.      |
| 17   | Jun Rey Navarra (PHI)              | 4:42:17   |
| 18   | Lê Văn Duẩn (VIE)                  | 4:44:48   |
| 19   | Nguyễn Thành Tâm (VIE)             | s.t.      |
| 20   | Phuchong Saiudomsin (THA)          | s.t.      |
| 21   | Agung Ali Sahbana (INA)            | s.t.      |
| 22   | Low Ji Wen (SIN)                   | s.t.      |
| 23   | Jan Paul Morales (PHI)             | s.t.      |
| 24   | Goh Choon Huat (SIN)               | s.t.      |
| 25   | Thurakit Boonratanathanakorn (THA) | 4:44:51   |
| 26   | Aung Phone (MYA)                   | s.t.      |
| 27   | Hari Fitrianto (INA)               | s.t.      |
| 28   | Ryan Ariehaan Hilmant (INA)        | s.t.      |
| 29   | Ho Jun Rong (SIN)                  | 4:44:55   |
| 30   | Amir Mustafa Rusli (MAS)           | 4:44:57   |
| 31   | Chit Ko Ko (MYA)                   | 4:45:36   |
| 32   | Kyaw Tun Oo (MYA)                  | 4:45:55   |
| 33   | Setthawut Yordsuwan (THA)          | 4:53:04   |
| 34   | Ahmad Rifa'ie Haji Johor (BRU)     | s.t.      |
| 35   | Reduan Yusop (BRU)                 | s.t.      |
| 36   | Kritsada Changpad (THA)            | s.t.      |
| 37   | Bùi Minh Thủy (VIE)                | s.t.      |
| 38   | Nguyễn Tấn Hoài (VIE)              | s.t.      |
| 39   | Muhammad I'maadi Abd Aziz (BRU)    | s.t.      |
| 40   | Muhamad Adiq Husainie Othman (MAS) | s.t.      |
| -    | Azmi Abd Hadzid (BRU)              | DNF       |
| -    | Jacinto Da Costa (TLS)             | DNF       |
| -    | Myo Thi Ha (MYA)                   | DNF       |
| -    | Kerngchai Phatoumphanh (LAO)       | DNF       |
| -    | Sai Aung Kham (MYA)                | DNF       |
| -    | Ounheuan Thepvongsa (LAO)          | DNF       |
| -    | Thet Paing Htwe (MYA)              | DNF       |
| -    | Muhammad Rafiuddin Zikara (BRU)    | DNF       |
| -    | Darren Low (SIN)                   | DNS       |

18 tháng 12
| Hạng | Quốc gia          | Vận động viên                                                   | Thời gian | Ghi chú |
| ---- | ----------------- | --------------------------------------------------------------- | --------- | ------- |
| 1    | Indonesia (INA)   | Aiman Cahyadi Robin Manullang Bambang Suryadi                   | 13:34:33  |         |
| 2    | Malaysia (MAS)    | Loh Sea Keong Mohammad Saufi Mat Senan Muhamad Rauf Nur Misbah  | 13:37:05  |         |
| 3    | Philippines (PHI) | Mark Galedo Rustom C Lim Ronald Oranza                          | 13:41:04  |         |
| 4    | Việt Nam (VIE)    | Lê Văn Duẩn Mai Nguyễn Hưng Trịnh Đức Tâm                       | 13:45:46  |         |
| 5    | Thái Lan (THA)    | Navuti Liphongyu Phuchong Saiudomsin Sarawut Sirironnachai      | 13:48:20  |         |
| 6    | Singapore (SIN)   | Goh Choon Huat Ho Jun Rong Low Ji Wen                           | 14:14:31  |         |
| 7    | Myanmar (MYA)     | Aung Phone Chit Ko Ko Kyaw Tun Oo                               | 14:16:22  |         |
| 8    | Brunei (BRU)      | Muhammad I'maadi Abd Aziz Ahmad Rifa'ie Haji Johor Reduan Yusop | 14:39:12  |         |

#### 30 km tính giờ cá nhân nữ
15 tháng 12
| Hạng | Vận động viên                   | Thời gian   |
| ---- | ------------------------------- | ----------- |
| 1    | Dinah Chan Siew Kheng (SIN)     | 46:30.125   |
| 2    | Chanpeng Nontasin (THA)         | 47:03.765   |
| 3    | Yanthi Fuchianty (INA)          | 47:13.506   |
| 4    | Nguyễn Thùy Dung (VIE)          | 47:34.635   |
| 5    | Supuksorn Nuntana (THA)         | 48:23.554   |
| 6    | Grace Phang Ching Zen (MAS)     | 49:14.338   |
| 7    | Nguyễn Thị Thanh (VIE)          | 49:29.735   |
| 8    | Mariana Mohammad (MAS)          | 49:31.179   |
| 9    | Mu Mu Aye (MYA)                 | 50:51.266   |
| 10   | Naing Kake Khane (MYA)          | 51:05.710   |
| 11   | Francelina Marques Cabral (TLS) | 1:01:15.866 |

#### 128 km đường trường nữ
17 tháng 12
Trong bảng dưới đây, ký hiệu "s.t." (viết tắt của same time) cho biết rằng vận động viên về đích trong cùng nhóm với tay đua ngay phía trước, và do đó được tính cùng thời gian hoàn thành.
| Hạng | Vận động viên                   | Thời gian |
| ---- | ------------------------------- | --------- |
| 1    | Wilaiwan Kunlapha (THA)         | 4:11:17   |
| 2    | Jutatip Maneephan (THA)         | 4:15:07   |
| 3    | Nguyễn Thị Thật (VIE)           | s.t.      |
| 4    | Panwaraporn Boonsawat (THA)     | s.t.      |
| 5    | Yanthi Fuchianty (INA)          | s.t.      |
| 6    | Nguyễn Phan Ngọc Trang (VIE)    | s.t.      |
| 7    | Masziyaton Mohd Radzi (MAS)     | s.t.      |
| 8    | Naing Kake Khane (MYA)          | 4:15:14   |
| 9    | Chanpeng Nontasin (THA)         | 4:15:17   |
| 10   | Phan Thị Liễu (VIE)             | 4:29:56   |
| 11   | Fitriani Fitriani (INA)         | 4:32:07   |
| 12   | Mu Mu Aye (MYA)                 | 4:37:02   |
| 13   | Nur Syazwana Mohd Jamil (MAS)   | s.t.      |
| 14   | Azizah Farchana (INA)           | 4:37:59   |
| -    | Nguyễn Thùy Dung (VIE)          | DNF       |
| -    | Francelina Marques Cabral (TLS) | DNF       |
| -    | Naw Htee Mu (MYA)               | DNF       |
| -    | Nurul Suhada Zainal (MAS)       | DNF       |
| -    | Mariana Mohammad (MAS)          | DNF       |
| -    | Septianis Ratna Dewi (INA)      | DNF       |
| -    | Dinah Chan Siew Kheng (SIN)     | DNS       |

### Xe đạp địa hình

#### Đổ đèo nam

##### Lượt chạy tính giờ
13 tháng 12
| Hạng | Vận động viên                         | Thời gian |
| ---- | ------------------------------------- | --------- |
| 1    | Purnomo (INA)                         | 2:23.035  |
| 2    | Hildan Afosma (INA)                   | 2:24.192  |
| 3    | Suebsakun Sukchanya (THA)             | 2:25.730  |
| 4    | Khuanchai Thankratok (THA)            | 2:28.556  |
| 5    | Tan Hong Chun (SIN)                   | 2:28.726  |
| 6    | Htet Myat Aung (MYA)                  | 2:32.199  |
| 7    | Norshahriel Haizat Ahmad Nazali (MAS) | 2:32.310  |
| 8    | Joey U Barba (PHI)                    | 2:33.150  |
| 9    | Muhammad Arif Jamaludin (MAS)         | 2:35.918  |
| 10   | Soe Thant (MYA)                       | 2:38.697  |
| 11   | Ha The Long (VIE)                     | 2:46.513  |

##### Chung kết
14 tháng 12
| Hạng | Vận động viên                         | Thời gian |
| ---- | ------------------------------------- | --------- |
| 1    | Hildan Afosma (INA)                   | 2:22.324  |
| 2    | Purnomo (INA)                         | 2:22.999  |
| 3    | Suebsakun Sukchanya (THA)             | 2:24.125  |
| 4    | Khuanchai Thankratok (THA)            | 2:28.037  |
| 5    | Tan Hong Chun (SIN)                   | 2:28.980  |
| 6    | Joey U Barba (PHI)                    | 2:29.505  |
| 7    | Norshahriel Haizat Ahmad Nazali (MAS) | 2:30.343  |
| 8    | Muhammad Arif Jamaludin (MAS)         | 2:34.746  |
| 9    | Htet Myat Aung (MYA)                  | 2:39.858  |
| 10   | Ha The Long (VIE)                     | 2:42.099  |
| -    | Soe Thant (MYA)                       | DNF       |

#### Đua băng đồng nam
13 tháng 12
Ghi chút
- DNFn Không hoàn thành (bỏ cuộc ở vòng thứ n)
- -n Bị vượt vòng khi còn n vòng đua (tức là bị tay đua dẫn đầu vượt qua khi còn n vòng)

| Hạng | Vận động viên                         | Thời gian |
| ---- | ------------------------------------- | --------- |
| 1    | Peerapol Chawchiangkwang (THA)        | 1:33:20   |
| 2    | Bandi Sugito (INA)                    | 1:33:51   |
| 3    | Keerati Suprasart (THA)               | 1:34:13   |
| 4    | Chandra Rafsanzani (INA)              | 1:34:47   |
| 5    | Natawat Supachiwakun (THA)            | 1:37:38   |
| 6    | Tawatchai Jeeradechatam (THA)         | 1:38:10   |
| 7    | Nino Surban (PHI)                     | 1:38:16   |
| 8    | Alvin A Benosa (PHI)                  | 1:40:02   |
| 9    | Dadi Nurcahyadi (INA)                 | 1:41:00   |
| 10   | Eusebio Quinones (PHI)                | 1:43:01   |
| 11   | March Mc Quinn Aleonar (PHI)          | 1:44:03   |
| 12   | Sai Aung Khan (MYA)                   | 1:44:13   |
| 13   | Aung Phong (MYA)                      | 1:45:05   |
| 14   | Shahrin Amir (MAS)                    | -1 LAP    |
| 15   | Nguyễn Văn Quang (VIE)                | -1 LAP    |
| 16   | Lenh Nhonh (CAM)                      | -1 LAP    |
| 17   | Mohd Zulhafiz Saipuddin (MAS)         | -2 LAP    |
| 18   | Ha The Long (VIE)                     | -2 LAP    |
| 19   | Đặng Thành Thái (VIE)                 | -2 LAP    |
| 20   | Muhammad I'Maadi Abd Aziz (BRU)       | -3 LAP    |
| 21   | Zin Min Oo (MYA)                      | -3 LAP    |
| 22   | Muhammad Rafiuddin Zikara (BRU)       | -3 LAP    |
| 23   | Jacinto Da Costa (TLS)                | -3 LAP    |
| 24   | Ratha Keo (CAM)                       | -3 LAP    |
| -    | Zaw Zaw Tun (MYA)                     | DNF5      |
| -    | Phan Hoàng Hưng (VIE)                 | DNF3      |
| -    | Norshahriel Haizat Ahmad Nazali (MAS) | DNF1      |

#### Đổ đèo nữ

##### Lượt chạy tính giờ
13 tháng 12
| Hạng | Vận động viên                 | Thời gian |
| ---- | ----------------------------- | --------- |
| 1    | Vipavee Deekaballes (THA)     | 2:40.826  |
| 2    | Risa Suseanty (INA)           | 2:41.355  |
| 3    | Sattayanun Abdulkaree (THA)   | 2:48.803  |
| 4    | Quàng Thị Soan (VIE)          | 2:58.669  |
| 5    | Thu Zar (MYA)                 | 2:58.763  |
| 6    | Fitriyanti Riyani (INA)       | 2:58.886  |
| 7    | Aye Myat Thandar Khaing (MYA) | 5:48.311  |
| -    | Thin Yanant Aung (MYA)        | DNS       |

##### Chung kết
14 tháng 12
| Hạng | Vận động viên                 | Thời gian |
| ---- | ----------------------------- | --------- |
| 1    | Vipavee Deekaballes (THA)     | 2:37.191  |
| 2    | Risa Suseanty (INA)           | 2:38.707  |
| 3    | Sattayanun Abdulkaree (THA)   | 2:42.635  |
| 4    | Thu Zar (MYA)                 | 2:49.659  |
| 5    | Quàng Thị Soan (VIE)          | 2:51.160  |
| 6    | Fitriyanti Riyani (INA)       | 2:56.372  |
| 7    | Aye Myat Thandar Khaing (MYA) | 3:01.400  |

#### Đua băng đồng nữ
13 tháng 12
Ghi chú
- DNFn Không hoàn thành (bỏ cuộc ở vòng thứ n)
- -n Bị vượt vòng khi còn n vòng đua (tức là bị tay đua dẫn đầu vượt qua khi còn n vòng)

| Hạng | Vận động viên                   | Thời gian |
| ---- | ------------------------------- | --------- |
| 1    | Kusmawati Yazid (INA)           | 1:21:20   |
| 2    | Jutamas Wong Padklang (THA)     | 1:21:43   |
| 3    | Đinh Thị Như Quỳnh (VIE)        | 1:21:54   |
| 4    | Cao Thị Cẩm Lệ (VIE)            | 1:23:58   |
| 5    | Masziyaton Mohd Radzi (MAS)     | 1:25:18   |
| 6    | Siriluck Warapiang (THA)        | 1:26:09   |
| 7    | Junaidah Juss (MAS)             | 1:26:21   |
| 8    | Nunung Sekar Ningsih (INA)      | 1:27:36   |
| 9    | Tin Win Kyi (MYA)               | 1:30:53   |
| 10   | Sirikwan Hangpai (THA)          | 1:32:09   |
| 11   | Quàng Thị Soan (VIE)            | 1:34:59   |
| 12   | Siv Lang Heng (CAM)             | 1:35:11   |
| 13   | Zin Mar Oo (MYA)                | 1:35:57   |
| 14   | Wilhelmina Tutuarima (INA)      | 1:36:04   |
| 15   | Siv Guex Heng (CAM)             | -2 LAP    |
| 16   | Francelina Marques Cabral (TLS) | -2 LAP    |
| -    | Thin Yanant Aung (MYA)          | DNF1      |

#### Đua băng đồng tiếp sức hỗn hợp
12 tháng 12
| Hạng | Quốc gia        | Vận động viên                                                                       | Thời gian   | Ghi chú |
| ---- | --------------- | ----------------------------------------------------------------------------------- | ----------- | ------- |
| 1    | Indonesia (INA) | Kusmawati Yazid Chandra Rafsanzani Wilhelmina Tutuarima Bandi Sugito                | 55:48.377   |         |
| 2    | Thái Lan (THA)  | Keerati Suprasart Jutamas Wong Padklang Siriluck Warapiang Peerapol Chawchiangkwang | 57:23.117   |         |
| 3    | Việt Nam (VIE)  | Cao Thị Cẩm Lệ Đinh Thị Như Quỳnh Ha The Long Nguyễn Văn Quảng                      | 58:59.362   |         |
| 4    | Malaysia (MAS)  | Junaidah Juss Mohd Zulhafiz Saipuddin Masziyaton Mohd Radzi Shahrin Amir            | 59:40.412   |         |
| 5    | Myanmar (MYA)   | Aung Phong Zin Mar Oo Sai Aung Khan Tin Win Kyi                                     | 1:00:33.868 |         |
| 6    | Campuchia (CAM) | Lenh Nhonh Ratha Keo Siv Lang Heng Siv Guex Heng                                    | 1:10:26.847 |         |

### BMX

#### Nam
19 tháng 12

##### Lượt chạy xếp hạng
| Hạng | Vận động viên                   | Thời gian |
| ---- | ------------------------------- | --------- |
| 1    | Daniel Patrick M Caluag (PHI)   | 33.097    |
| 2    | Toni Syarifudin (INA)           | 34.208    |
| 3    | Christopher John M Caluag (PHI) | 34.383    |
| 4    | Jukrapech Wichana (THA)         | 34.462    |
| 5    | I Gusti Bagus Saputra (INA)     | 34.762    |
| 6    | Hlaing Myo Tun (MYA)            | 35.596    |
| 7    | Muhammad Elmi Jumari (MAS)      | 37.059    |
| 8    | Muhammad Arif Jamaludin (MAS)   | 40.359    |
| 9    | Panyapon Sornkla (THA)          | 43.097    |
| 10   | Thura Zaw (MYA)                 | 59.478    |

##### Vòng loại

###### Heat 1
| Hạng | Vận động viên                 | Chặng 1    | Chặng 2    | Chặng 3    | Tổng cộng | Ghi chú |
| ---- | ----------------------------- | ---------- | ---------- | ---------- | --------- | ------- |
| 1    | Daniel Patrick M Caluag (PHI) | 32.784 (1) | 33.032 (1) | 32.684 (1) | 3         | Q       |
| 2    | I Gusti Bagus Saputra (INA)   | 41.090 (5) | 33.986 (2) | 33.223 (2) | 9         | Q       |
| 3    | Jukrapech Wichana (THA)       | 33.890 (2) | 34.882 (4) | 33.797 (3) | 9         | Q       |
| 4    | Panyapon Sornkla (THA)        | 34.343 (3) | 34.350 (3) | 35.040 (4) | 10        | Q       |
| 5    | Muhammad Arif Jamaludin (MAS) | 38.912 (4) | 40.414 (5) | 39.220 (5) | 14        |         |

###### Heat 2
| Hạng | Vận động viên                   | Chặng 1    | Chặng 2    | Chặng 3    | Tổng cộng | Ghi chú |
| ---- | ------------------------------- | ---------- | ---------- | ---------- | --------- | ------- |
| 1    | Christopher John M Caluag (PHI) | 33.677 (1) | 33.150 (1) | 33.019 (1) | 3         | Q       |
| 2    | Toni Syarifudin (INA)           | 34.438 (2) | 33.743 (2) | 33.160 (2) | 6         | Q       |
| 3    | Hlaing Myo Tun (MYA)            | 34.784 (3) | 35.246 (3) | 35.233 (3) | 9         | Q       |
| 4    | Thura Zaw (MYA)                 | 36.119 (4) | 35.992 (4) | 36.337 (5) | 13        | Q       |
| 5    | Muhammad Elmi Jumari (MAS)      | 36.381 (5) | 36.131 (5) | 36.271 (4) | 14        |         |

##### Chung kết
| Hạng | Vận động viên                   | Thời gian |
| ---- | ------------------------------- | --------- |
| 1    | Daniel Patrick M Caluag (PHI)   | 31.994    |
| 2    | Christopher John M Caluag (PHI) | 32.555    |
| 3    | I Gusti Bagus Saputra (INA)     | 32.825    |
| 4    | Jukrapech Wichana (THA)         | 33.912    |
| 5    | Panyapon Sornkla (THA)          | 34.847    |
| 6    | Hlaing Myo Tun (MYA)            | 35.623    |
| 7    | Toni Syarifudin (INA)           | 36.439    |
| 8    | Thura Zaw (MYA)                 | 36.529    |

#### Nữ

##### Lượt chạy xếp hạng
| Hạng | Vận động viên               | Thời gian |
| ---- | --------------------------- | --------- |
| 1    | Elga Kharisma Novanda (INA) | 36.898    |
| 2    | Nicha Prasoetsri (THA)      | 37.592    |
| 3    | Duangkamon Thongmee (THA)   | 38.302    |
| 4    | Khaing Zin Moe (MYA)        | 38.667    |
| 5    | Suswanti (INA)              | 39.389    |
| 6    | Khin Myo Htet (MYA)         | 40.416    |
| 7    | Đặng Thị Ngọc Huyền (VIE)   | 47.106    |

##### Chung kết
| Hạng | Vận động viên               | Chặng 1    | Chặng 2    | Chặng 3    | Tổng cộng | Ghi chút |
| ---- | --------------------------- | ---------- | ---------- | ---------- | --------- | -------- |
| 1    | Elga Kharisma Novanda (INA) | 36.981 (1) | 37.211 (1) | 37.105 (1) | 3         |          |
| 2    | Duangkamon Thongmee (THA)   | 39.647 (3) | 38.245 (3) | 37.621 (2) | 8         |          |
| 3    | Khin Myo Htet (MYA)         | 39.030 (2) | 38.677 (4) | 40.349 (4) | 10        |          |
| 4    | Nicha Prasoetsri (THA)      | 50.718 (6) | 37.576 (2) | 38.783 (3) | 11        |          |
| 5    | Khaing Zin Moe (MYA)        | 46.203 (4) | 39.360 (5) | 48.270 (6) | 15        |          |
| 6    | Đặng Thị Ngọc Huyền (VIE)   | 47.082 (5) | 46.752 (6) | 46.849 (5) | 16        |          |
| 7    | Suswanti (INA)              | DNF (7)    | DNS (9)    | DNS (9)    | 25        |          |